# Шпидлик, Томаш
Томаш Шпидлик (чеш. Tomáš Špidlík; 17 декабря 1919, Босковице, Чехословакия — 16 апреля 2010, Рим, Италия) — чешский кардинал, иезуит. Крупный специалист по православию. Подобно другим возведенным в кардинальское достоинство иезуитам последнего времени, отказался от епископской ординации. Кардинал-дьякон с титулярной диаконией Сант-Агата-деи-Готи с 21 октября 2003.

## Биография
Закончил Брненский университет, с 1940 года проходил новициат у иезуитов. Несколько раз мобилизовывался на трудовые работы. После войны изучал теологию в Маастрихте, 22 сентября 1949 года был рукоположён в священнический сан. С 1951 года на Радио Ватикана вещал на Чехословакию. В течение 38 лет он был духовником чешской семинарии в Риме. В 1955 году защитил докторскую диссертацию, активно преподавал патристику и восточную духовность. На пенсию ушел в 1994 году. Часто бывал в России. В кардинальское достоинство монсеньор Шпидлик был возведён 21 октября 2003 года папой римским Иоанном Павлом II. Скончался 16 апреля 2010 года в Риме.
Кардинал Шпидлик известен своими исследованиями и книгами о духовности восточных Церквей.

### Сборники
- La contemplación. Cuadernos de espiritualidad y teologia, Santa Fé 1993;
- The Spiritual Heritage of Christian East, P. Pallath: Catholic Eastern Churches: Heritage and Identity, Rome 1994;
- La preghiera del cuore. Un confronto fra l’Oriente e l’Occidente, Vedere Dio, a cura di Yannis Spiteris e Bruno Gianesin, ed. Dehoniane, Bologna 1994.